# Damián Alcázar
Jorge Damián Alcázar Castello (Jiquilpan, Michoacán; 8 de enero de 1953) es un político y actor mexicano. Ha participado en El crimen del padre Amaro, Un mundo maravilloso, La ley de Herodes, El infierno, Satanás, Borderland, Las crónicas de Narnia: el príncipe Caspian y en las series El Dandy y Rubirosa. Es el actor mexicano que más Premios Ariel ha ganado.

## Carrera

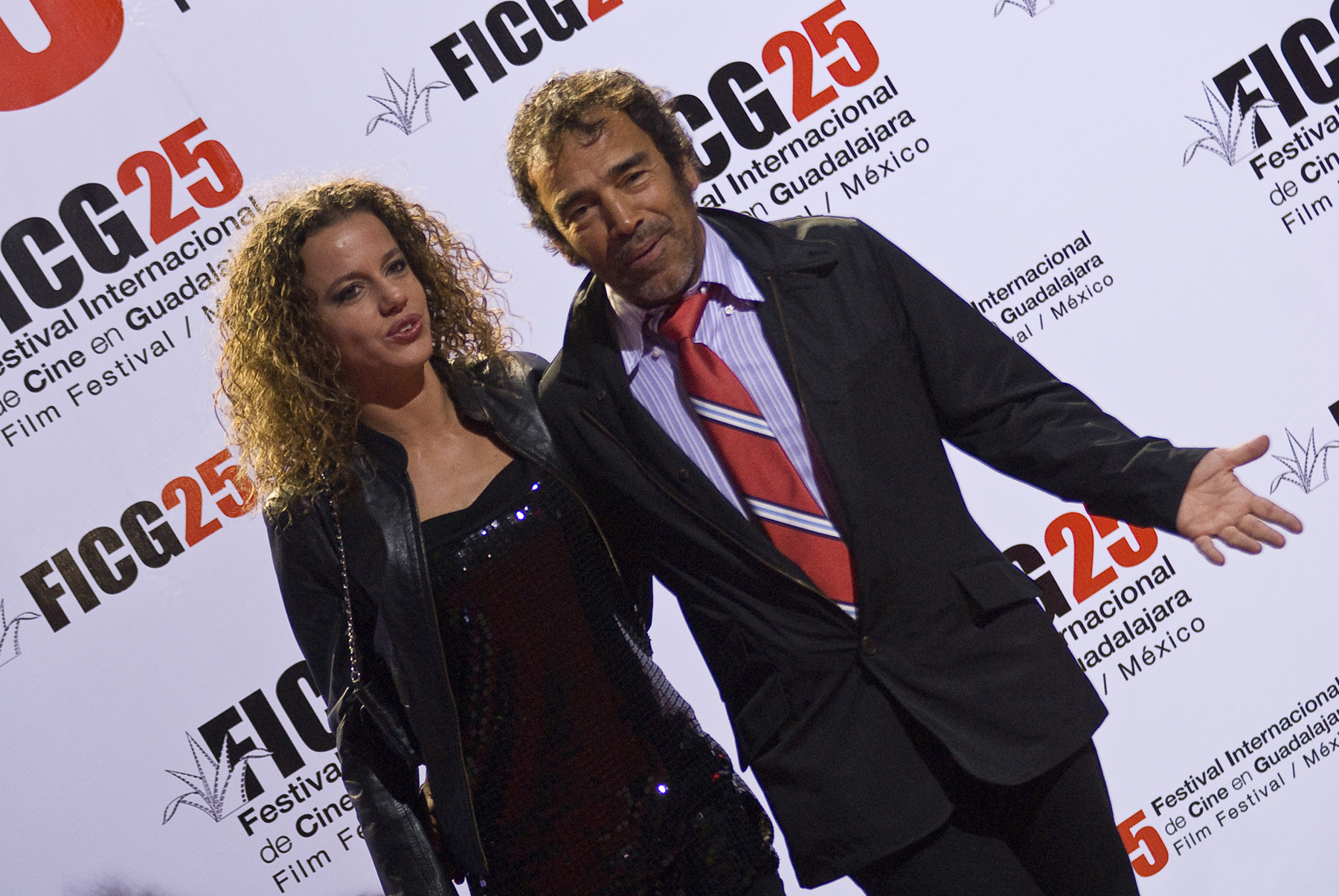
Damián Alcázar en el Festival Internacional de Cine de Guadalajara en su 25° edición, el 19 de marzo de 2010.

Damián Alcázar estudió actuación primero en el Instituto Nacional de Bellas Artes y en el Centro de Experimentación Teatral, después continuó en la Facultad de Teatro de la Universidad Veracruzana, donde en años posteriores trabajaría como profesor.
Se desempeñó como actor durante ocho años en dos compañías de teatro, al lado de los más prestigiados directores de México. Bajo la dirección del invitado George Labaudan, se presentó en El balcón, de Jean Genet.
Ha aparecido en seis películas extranjeras y en más de veintiocho películas mexicanas. Fue premiado con el Ariel al Mejor Actor en 1999 y en el 2004, por las cintas Bajo California: El límite del tiempo, de Carlos Bolado, y en Crónicas, de Sebastián Cordero. Ganó también el premio al mejor actor en el Festival de Valladolid (España), por esta última.
Recibió el Ariel al Mejor Actor de Reparto por El anzuelo, de Ernesto Rimoch; por Lolo, de Francisco Athié, y por el éxito de Carlos Carrera, El crimen del padre Amaro. Ha sido nominado para recibir este mismo premio en otras cuatro ocasiones.
Obtuvo el galardón al mejor actor en el Festival de Cartagena (Colombia) por la película Dos crímenes, de Roberto Sneider.
También ha trabajado en telenovelas, siendo la más reciente Secretos del corazón, producida por Epigmenio Ibarra para TV Azteca.
En abril de 2013 fue galardonado con el Premio de Honor de la Muestra de Cine Latinoamericano de Lérida junto a José Coronado.
En el año 2016 fue nominado a los Premios Platino por su actuación en el filme peruano Magallanes, y en el 2017 por La Delgada Línea Amarilla.
En julio de 2018 recibió un homenaje en Guanajuato Capital donde recibió la Cruz de Plata por parte del Festival Internacional de Cine Guanajuato (GIFF) y a su vez fue  honrado con la Medalla de Plata de la Filmoteca de la UNAM.
Por otra parte, en el año 2019 participa poniendo la voz de narrador en el podcast Fausto realizado por Spotify México. La serie contiene ocho capítulos y reconstruye la historia real del crimen de una familia en diciembre de 1991, ocurrido en el municipio de Ecatepec, Estado de México.
El 3 de noviembre de 2022 se estrenará la película "¡Que Viva México!", que protagoniza junto al actor Joaquín Cosio, además que será dirigida por Luis Estrada, con quien colaboró en "El Infierno" y "La ley de Herodes".

El 27 de octubre del 2022 el actor es homenajeado en el FICM con su butaca como símbolo de su destacada trayectoria en el cine nacional como internacional.

Homenaje a Damián Alcázar en el FICM 2022
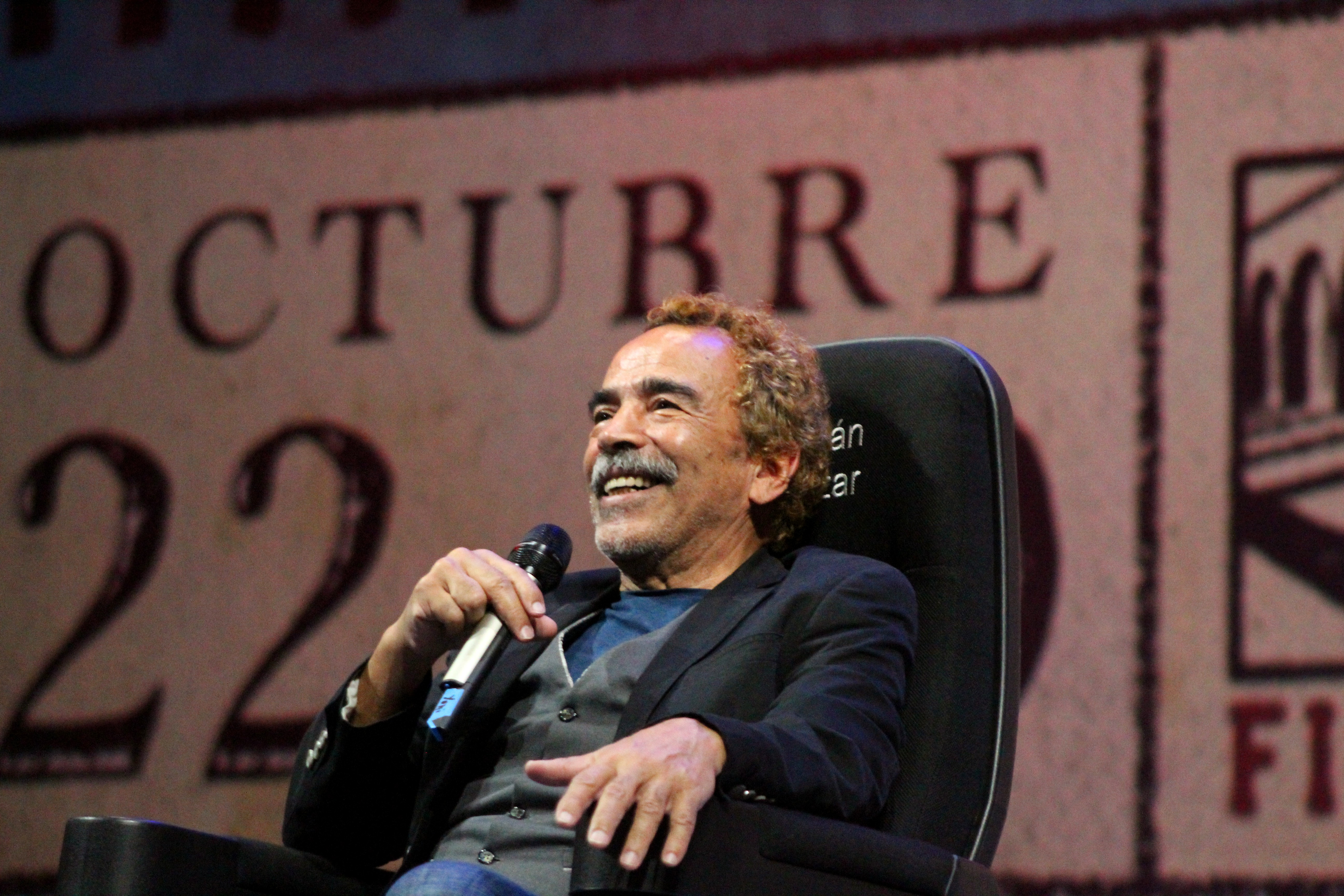
Homenaje en FICM 2022
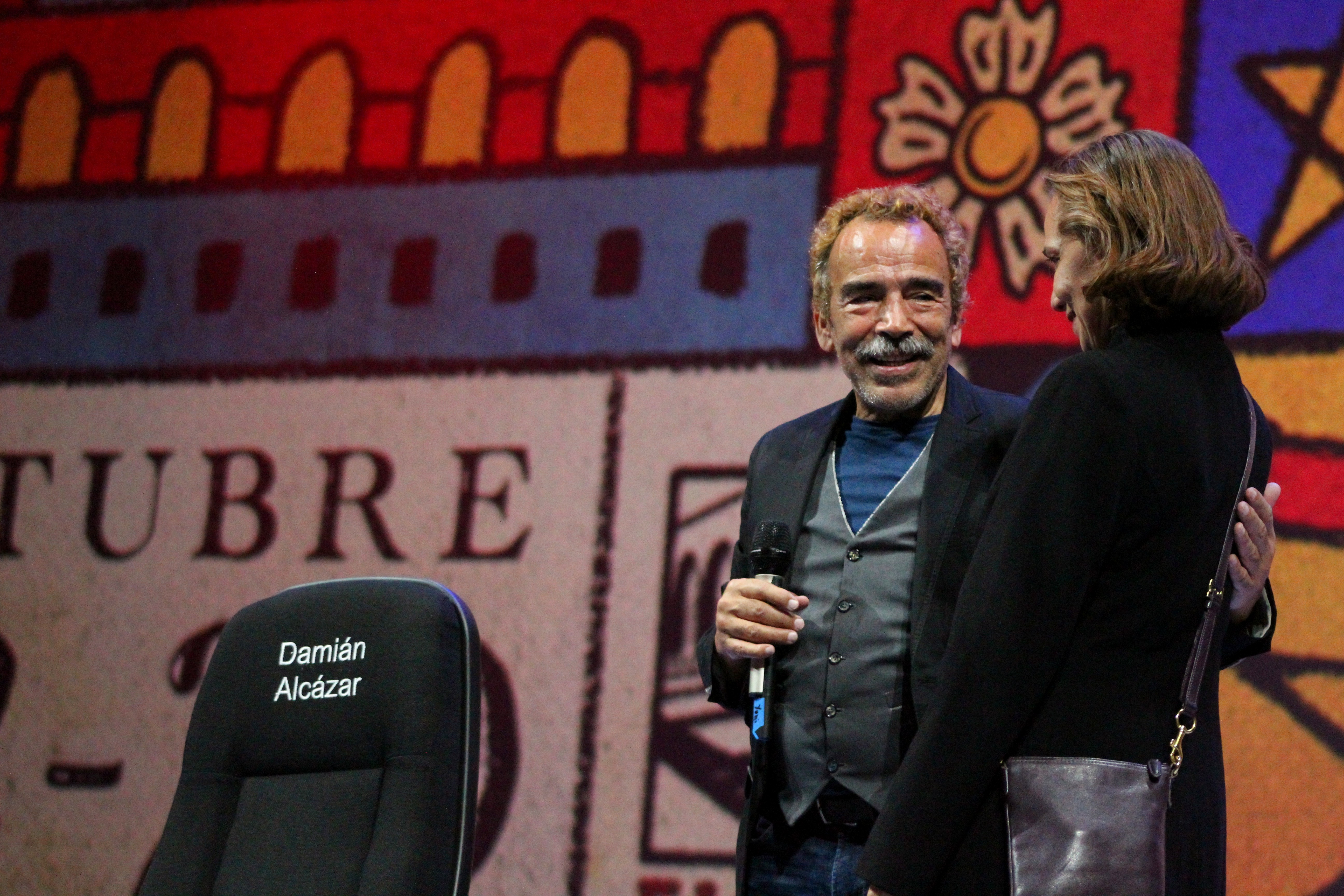
Homenaje en FICM 2022
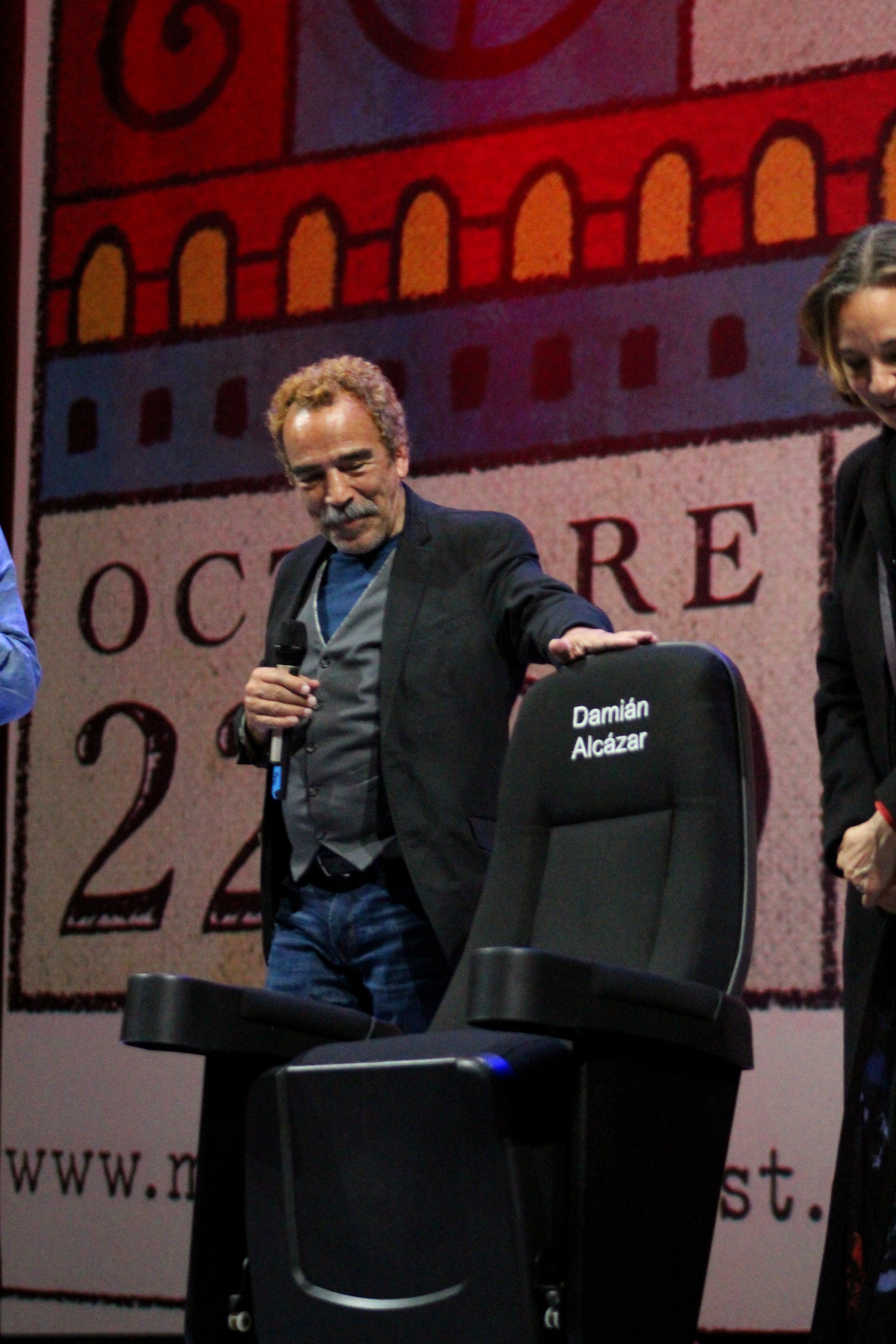
Homenaje en FICM 2022

## Filmografía

### Cine
| Año  | Título                                      | Personaje                                               | Notas |
| ---- | ------------------------------------------- | ------------------------------------------------------- | --- |
| 1985 | El centro del laberinto                     |                                                         | |
| 1987 | Pasa en las mejores familias                |                                                         | |
| 1989 | Romero                                      | Campesino                                               | |
| 1989 | La ciudad al desnudo                        | La Suavecita                                            | |
| 1990 | Las buenas costumbres                       |                                                         | |
| 1991 | La leyenda de una máscara                   | Olmo Robles                                             | |
| 1991 | Bandidos                                    | Mexicano                                                | |
| 1991 | La mujer del puerto                         | Marro                                                   | |
| 1991 | El patrullero                               | Sospechoso #1                                           | |
| 1991 | Diplomatic Immunity                         | Limpiador de piscina / Asesino a sueldo (no acreditado) | |
| 1991 | Con el amor no se juega                     |                                                         | |
| 1993 | Abuelita de Bakman                          | Escritor                                                | |
| 1993 | Lolo                                        | Marcelino                                               | Ariel a Mejor Coactuación Masculina |
| 1994 | Ámbar                                       | Preso cárcel 1                                          | |
| 1995 | Dos crímenes                                | Marcos González                                         | Nominado—Ariel a mejor actor |
| 1995 | Algunas nubes                               | La Rata                                                 | |
| 1995 | En el aire                                  | Cmdr. Paco                                              | |
| 1996 | Tres minutos en la oscuridad                |                                                         | |
| 1996 | El anzuelo                                  | Humberto                                                | Ariel a Mejor Coactuación Masculina |
| 1996 | Katuwira                                    | Caronte                                                 | |
| 1996 | Overkill                                    | José                                                    | |
| 1997 | Men with Guns                               | Padre Portillo                                          | |
| 1998 | Bajo California: El límite del tiempo       | Damián                                                  | Ariel a mejor actor |
| 1999 | Ave María                                   | Cuña                                                    | |
| 1999 | La ley de Herodes                           | Juan Vargas                                             | Ariel a mejor actor Premio del Festival Internacional de Cine de Valladolid al mejor actor |
| 1999 | Sofía                                       | Pedro                                                   | |
| 2000 | Sexo por compasión                          | Hombre virgen                                           | |
| 2000 | Crónica de un desayuno                      | Taxista                                                 | |
| 2001 | Pachito Rex - Me voy pero no del todo       |                                                         | Nominado—Ariel a mejor actor de cuadro |
| 2001 | La habitación azul                          | Garduño                                                 | Nominado—Ariel a mejor actor de cuadro |
| 2002 | El crimen del padre Amaro                   | Padre Natalio Pérez                                     | Ariel a Mejor Coactuación Masculina Premio Mayahuel al mejor actor |
| 2004 | Crónicas                                    | Vinicio Cepeda                                          | Ariel a mejor actor India Catalina de Oro al mejor actor Premio Mayahuel al mejor actor Premio del Festival de cine de Lima al mejor actor Premio del Festival internacional de cine de Miami al Mejor Actor Premio Horizonte |
| 2004 | Héctor                                      | Martín                                                  | |
| 2005 | Borderland: Al otro lado de la frontera     | Ulises                                                  | |
| 2005 | Sólo Dios sabe                              | Presagio                                                | |
| 2005 | Las vueltas del citrillo                    | Sargento Collazo                                        | Ariel a mejor actor |
| 2005 | Un mundo maravilloso                        | Juan Pérez                                              | Diosa de Plata al mejor actor |
| 2006 | El camino del diablo                        | Reymundo Barreda Sr.                                    | |
| 2006 | Fuera del cielo                             | Javier Patrón                                           | |
| 2007 | Satanás                                     | Eliseo                                                  | |
| 2007 | ¡Pega Martín pega!                          |                                                         | |
| 2008 | El viaje de Teo                             | Wenceslao                                               | |
| 2008 | Las crónicas de Narnia: el príncipe Caspian | Lord Sopespian                                          | |
| 2009 | Marea de arena                              |                                                         | |
| 2009 | Bala Mordida                                | Comandante                                              | |
| 2009 | Don't Let Me Drown                          | Ramón                                                   | |
| 2009 | Del amor y otros demonios                   | Abrenuncio                                              | |
| 2009 | Corto libre                                 |                                                         | |
| 2010 | De la infancia                              | Basilio Niebla                                          | |
| 2010 | Chicogrande                                 | Chicogrande                                             | |
| 2010 | García                                      | García                                                  | |
| 2010 | El infierno                                 | Benjamín García "El Benny"                              | Ariel a mejor actor Diosas de Plata al mejor actor Premios ACE al mejor actor |
| 2010 | El último comandante                        | Paco Jarquín                                            | Premio de Cine Ceará al mejor actor |
| 2012 | Fecha de caducidad                          | Genaro                                                  | |
| 2012 | Hermano lejano                              | Psicólogo                                               | |
| 2013 | Ciudadano Buelna                            | Lucio Blanco                                            | |
| 2013 | Olvidados                                   | José Mendieta                                           | |
| 2013 | Fecha de caducidad                          | Genaro                                                  | |
| 2014 | Magallanes                                  | Harvey Magallanes                                       | Premio Macondo al Mejor Actor Principal |
| 2014 | La dictadura perfecta                       | Gobernador Carmelo Vargas                               | |
| 2014 | Eddie Reynolds y Los Ángeles de Acero       | Lalo / Eddie                                            | Nominado-Ariel al Mejor Actor |
| 2015 | La delgada línea amarilla                   | Toño                                                    | Nominado-Ariel al Mejor Actor |
| 2015 | Mangoré, por amor al arte                   | Agustín Barrios                                         | |
| 2015 | La sargento Matacho                         | Feliciano Pachón                                        | |
| 2016 | El Hotel                                    | Papá de Citlalli                                        | |
| 2017 | Ana y Bruno                                 | Ricardo                                                 | |
| 2018 | Rubirosa                                    | Rafael Leonidas Trujillo                                | |
| 2019 | El complot mongol                           | Filiberto García                                        | |
| 2019 | Miss Bala                                   | Chief Saucedo                                           | |
| 2019 | Mosh                                        | Jose La Iguana                                          | |
| 2021 | El rey de todo el mundo                     | Don Anselmo                                             | |
| 2022 | El proyecto cultural del neoliberalismo     | Narración (voz off)                                     | Documental |
| 2022 | El Poderoso Victoria                        | Don Federico                                            | |
| 2023 | ¡Que viva México!                           | Rosendo                                                 | Dirigida por Luis Estrada |
| 2023 | Blue Beetle                                 | Alberto Reyes                                           | |
| 2023 | El Caso Monroy                              | Ronnie Monroy                                           | Dirigida por Josué Méndez |

### Televisión
| Año       | Título                                                | Personaje                        | Notas                                                                                             |
| --------- | ----------------------------------------------------- | -------------------------------- | ------------------------------------------------------------------------------------------------- |
| 1986      | El camino secreto                                     | José Luis                        |                                                                                                   |
| 1990      | Mi pequeña Soledad                                    | Florentino                       |                                                                                                   |
| 1991      | Yo no creo en los hombres                             | Juan                             | 1 episodio                                                                                        |
| 1992      | Saturday Night Thief                                  | Hugo                             | Cortometraje                                                                                      |
| 1993      | Nurses on the Line: The Crash of Flight 7             | Machine Gun                      |                                                                                                   |
| 1994      | Fantasma unido jamás será vencido                     |                                  | Cortometraje                                                                                      |
| 1994      | Entre vivos y muertos                                 |                                  |                                                                                                   |
| 1995      | Con toda el alma                                      |                                  |                                                                                                   |
| 1998      | Demasiado corazón                                     |                                  |                                                                                                   |
| 1999      | Cuentos para solitarios                               | Ramón                            | Episodio: "La mala hora de Ramón"                                                                 |
| 2000      | Todo por amor                                         | Don Mariano                      | 260 episodios                                                                                     |
| 2003      | And Starring Pancho Villa as Himself                  | Gen. Rodolfo Fierro              | Película                                                                                          |
| 2003      | El alma herida                                        | Frank López                      | 1 episodio                                                                                        |
| 2009      | Kdabra                                                | René                             | "Todos los episodios"                                                                             |
| 2010      | Las Aparicio                                          | Hernán Almada                    | Episodio 1                                                                                        |
| 2011      | El encanto del águila                                 | Plutarco Elías Calles            | Episodios: "El último Caudillo", "La imposición del Caudillo", "De la Constitución a la Rebelión" |
| 2012      | Lynch                                                 | Eduardo Zúñiga                   | Episodios: "La causa" y "Llorando sobre la leche derramada"                                       |
| 2012      | Capadocia                                             | Alberto Gómez                    |                                                                                                   |
| 2013      | Metástasis                                            | Tuco Salamanca                   |                                                                                                   |
| 2013      | Documental: África, como nunca antes había sido vista | Narrador                         |                                                                                                   |
| 2014      | Señora Acero                                          | Vicente Acero                    | 15 episodios                                                                                      |
| 2015      | El Dandy                                              | Juan Antonio Ramírez 'El Chueco' | 70 episodios                                                                                      |
| 2015      | The Substance of Evil                                 | Padre Macario                    | 13 episodios                                                                                      |
| 2015      | Hypno                                                 | Hipólito / Tancredo              | 13 episodios                                                                                      |
| 2016      | 2091                                                  | Sr. Hull                         |                                                                                                   |
| 2017      | Narcos                                                | Gilberto Rodríguez Orejuela      |                                                                                                   |
| 2017      | Rosas y espinas                                       | Diego Díaz                       |                                                                                                   |
| 2017-2018 | Sin senos si hay paraíso                              | Don Chalo                        |                                                                                                   |
| 2018      | José José: el príncipe de la canción                  | José Sosa                        |                                                                                                   |
| 2018      | Rubirosa                                              | Rafael Leonidas Trujillo         |                                                                                                   |
| 2019      | Tijuana                                               | Antonio Borja                    |                                                                                                   |
| 2019      | Preso No. 1                                           | Salvador Fraga                   |                                                                                                   |
| 2021      | Asesino del olvido                                    | Pascual León                     | 10 episodios                                                                                      |
| 2021-2025 | Acapulco                                              | Pablo Bonilla                    |                                                                                                   |
| 2022      | No fue mi culpa (Mexico)                              | Pedro                            |                                                                                                   |
| 2023      | Manes                                                 | Mr. Miranda                      |                                                                                                   |

### Cortometrajes
- 1985 - El centro del laberinto
- 1986 - Debutantes
- 1987 - Carta de un sobrino
- 1991 - Un cielo cruel y una tierra colorada
- 1991 - Sombra de ángel
- 1992 - Cita en el paraíso ... (Pablo)
- 1996 - Jaque de familia
- 1996 - El timbre
- 1997 - Rastros
- 1997 - El banquete
- 2003 - Cruz
- 2003 - Ana
- 2003 - Nadie regresa por tercera vez ... (Narrador)
- 2004 - La escondida ... (Político)
- 2004 - The Table Is Set
- 2006 - Aquí no hay nadie ... (Ignacio)
- 2006 - Traducción simultánea
- 2007 - Señas particulares ... (Genaro)
- 2008 - Planta baja ... (Sergio)
- 2010 - Plaga ... (Hijo)
- 2010 - Los dos Pérez
- 2014 - Preludio

### Doblaje
- Lord Sopespian (él mismo), en Las crónicas de Narnia: el príncipe Caspian
- Sirius Black (Gary Oldman), en Harry Potter y el prisionero de Azkaban.
- Gamma, en Up: una aventura de altura
- Alberto Reyes (él mismo), en Blue Beetle.